# Kimirz
Kimirz (ukr. Кимир) – wieś na Ukrainie w rejonie lwowskim (wcześniej w rejonie przemyślańskim) należącym do obwodu lwowskiego.

## Położenie
Na podstawie Słownika geograficznego Królestwa Polskiego i innych krajów słowiańskich: Kimirz to wieś w powiecie przemyślańskim, 7,5 km na południowy zachód od Przemyślan. 
W II Rzeczypospolitej wieś w powiecie przemyślańskim województwa tarnopolskiego. W latach 1944–1945 nacjonaliści ukraińscy z OUN-UPA zamordowali tutaj 22 Polaków.